# Aphatum rufulum
Aphatum rufulum là một loài bọ cánh cứng trong họ Cerambycidae.